# Sybil Gräfin Schönfeldt

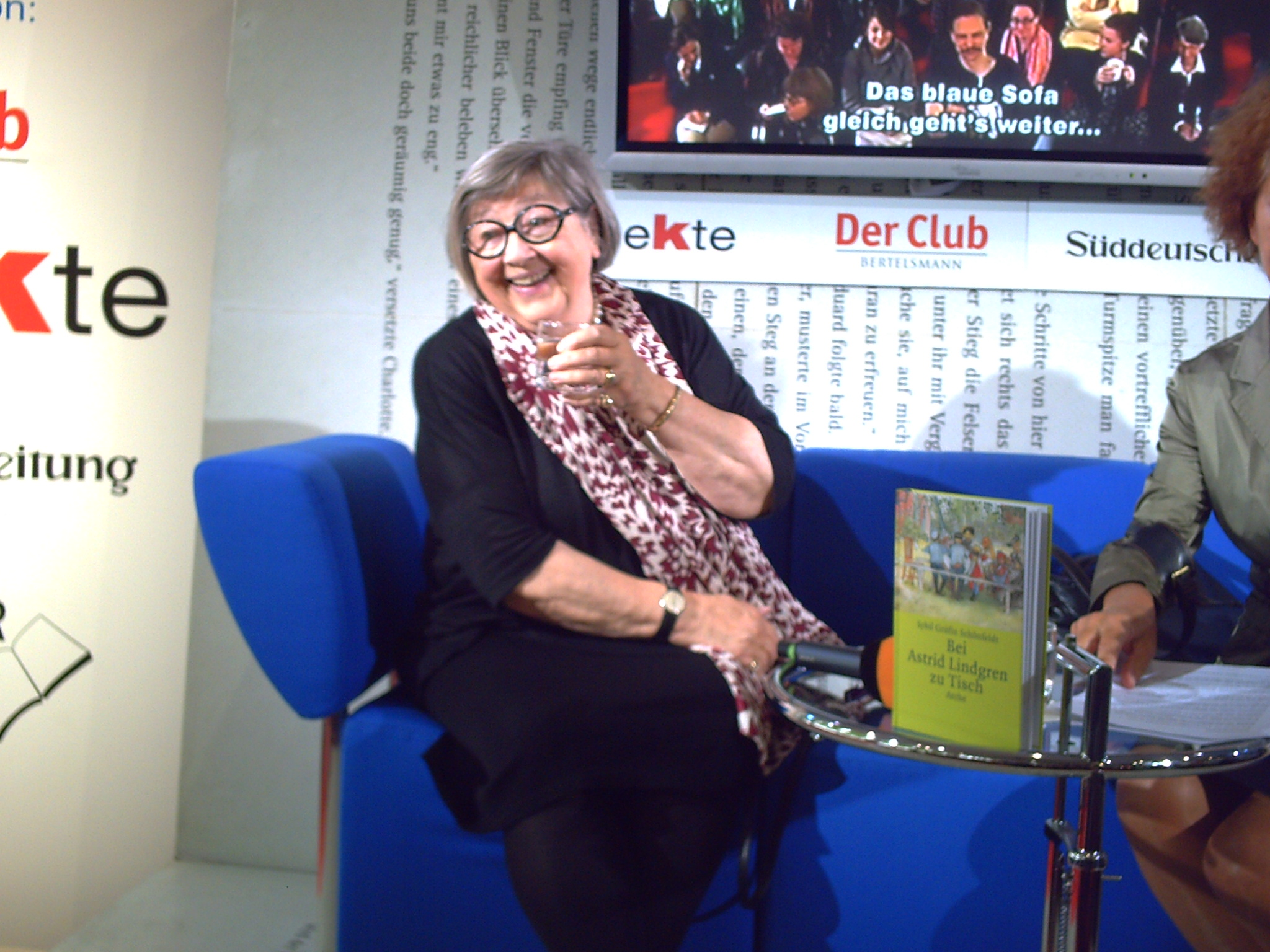
Sybil Gräfin Schönfeldt, Frankfurter Buchmesse 2007

Anna Sybil Gräfin Schönfeldt (* 13. Februar 1927 in Bochum; † 14. Dezember 2022 in Hamburg, bürgerlich seit 1957 Sybil Schlepegrell) war eine österreichisch-deutsche Schriftstellerin und Journalistin.

## Leben
Sybil Gräfin Schönfeldt war Tochter des Österreichers Carl Reichsgraf von Schönfeldt (1898–1984), der sich als Rundfunksprecher und Fernsehmoderator „Rudolf Hornegg“ nannte, und dessen erster Frau Carmen geb. Sackermann (1905–1927). Ihre Mutter starb mit 21 Jahren sieben Wochen nach ihrer Geburt.
Sybil Gräfin Schönfeldt wuchs in Nassau an der Lahn, in Göttingen und in Berlin auf und wurde 1944 als letzter Jahrgang zum Reichsarbeitsdienst nach Oberschlesien eingezogen. Nach dem Zweiten Weltkrieg studierte sie Germanistik und Kunstgeschichte an der Georg-August-Universität Göttingen, Ruprecht-Karls-Universität Heidelberg, Universität Hamburg und Universität Wien. Sie wurde 1951 in Wien mit dem Thema Studien zum Formproblem in der Lyrik Josef Weinhebers zum Dr. phil. promoviert. 1952 volontierte sie beim Göttinger Tageblatt.
Schönfeldt arbeitete als Journalistin und war freie Mitarbeiterin bei der Zeit, dem Stern und anderen Zeitschriften wie auch beim Rundfunk und Fernsehen. Sie übersetzte klassische Kinderliteratur und schrieb eine Biografie über Astrid Lindgren. Zudem war sie Autorin etlicher Kochbücher und der „Benimm-Fibel“ 1 x 1 des guten Tons (1987), die ein Bestseller wurde. Beachtung fand auch ihre Nacherzählung biblischer Geschichten.
Von 1981 bis 1984 war sie Vorsitzende des Arbeitskreises für Jugendliteratur, danach 2. Vorsitzende der „Auswärtigen Presse“. Von 1989 bis 1991 unterrichtete sie an der Berliner Zweigstelle der Hamburger Henri-Nannen-Schule. Bis 1996 erhielt Schönfeldt für ihre gastronomischen Bücher drei Goldmedaillen und fünf Silbermedaillen der Gastronomischen Akademie Deutschlands.
Schönfeldt heiratete 1957 den 2007 verstorbenen Kaufmann Heinrich Schlepegrell, mit dem sie zwei Söhne hatte. Sie lebte und arbeitete in Hamburg-Winterhude. Sie fand ihre letzte Ruhestätte auf dem Hamburger Friedhof Ohlsdorf. Die Grabstätte liegt südlich vom Nordteich im Planquadrat Y 15.

## Auszeichnungen
- 1963: Deutscher Erzählerpreis
- 1968: Deutscher Jugendbuchpreis
- 1972: Wilhelmine-Lübke-Fernsehpreis
- 1977: Großer Preis der Deutschen Akademie für Kinder- und Jugendliteratur e. V. Volkach
- 1979: Ehrenliste Schönste Österreichische Bücher
- 1980: Europäischer Jugendbuchpreis
- 1981/82: Bamberger Journalistenpreis
- 1981: Ehrenliste Schönste Bücher der BRD
- 1982: Ehrenliste Hans-Christian-Andersen-Übersetzerpreis

## Schriften (Auswahl)

### Als Verfasserin
- 1 × 1 des guten Tons: Das neue Benimmbuch. Mosaik, München 1987, ISBN 3-570-03149-7; als Taschenbuch Rowohlt, Reinbek 1991, ISBN 978-3-499-18877-0 und Wunderlich, Reinbek 2001, ISBN 3-499-26331-9.
- Sonderappell. Roman. Deutscher Taschenbuch-Verlag, München 2002, ISBN 978-3-423-25200-3.
- Gestern aß ich bei Goethe. Bilder einer neuen Gastlichkeit. Arche Verlag, Zürich-Hamburg 2002, ISBN 978-3-7160-2301-3.
- Feine Leute kommen spät… oder: Bei Thomas Mann zu Tisch. Tafelfreuden im Lübecker Buddenbrookhaus. Arche Verlag, Zürich-Hamburg 2004, ISBN 978-3-7160-2322-8.
- Gastlichkeit in üppigen und sparsamen Zeiten. Wanderungen durch Theodor Fontanes Eßlandschaften. Arche Verlag, Zürich-Hamburg 2005, ISBN 978-3-7160-2349-5.
- Bei Astrid Lindgren zu Tisch. Arche, Hamburg 2007, ISBN 978-3-7160-2374-7.
- Astrid Lindgren. Überarbeitete Neuausgabe. Rowohlt, Reinbek 2007, ISBN 978-3-499-50703-8.
- Meine Katzen. Zürich-Hamburg: Arche Literatur 2007, ISBN 978-3-7160-2368-6, 90 S.
- Anstand. München 2008, ISBN 3-492-05129-4.
- Die Bibel – das Alte Testament: für Kinder und Erwachsene neu erzählt. Illustrationen von Klaus Ensikat. Tulipan, Berlin 2009, ISBN 978-3-939944-33-1.
- Zu Tisch, zu Tisch! Eine literarisch-kulinarische Reise durch das 20. Jahrhundert. Arche Verlag, Zürich/Hamburg 2010 ISBN 978-3-7160-2641-0.
- Hoffen auf das Bessere. Vom langen Weg in eine neue Zeit. Eine Familiengeschichte. Sagas, Stuttgart 2013, ISBN 978-3-944660-00-4.
- Sie sind ein Elefant, Madame. Meine bundesrepublikanischen Geschichten. Sagas, Stuttgart 2014, ISBN 978-3-944660-05-9.
- Astrid Lindgren. Erinnerungen an eine Jahrhundertfrau. ebersbach & simon, Berlin 2017, ISBN 978-3-86915-151-9
- Kochbuch für die kleine alte Frau. Edition Momente, Zürich/Hamburg 2018, ISBN 978-3-0360-6001-9.
- Knigge für die nächste Generation. Rowohlt Repertoire, Reinbek 2018, ISBN 978-3-688-11003-2
- Kochbuch für den großen alten Mann. Edition Momente, Zürich/Hamburg 2019, ISBN 978-3-0360-6003-3.
- Er und ich. Erinnerungen. Wallstein, Göttingen 2023, ISBN 978-3-8353-5395-4.

### Als Übersetzerin
- Elaine Horseman: Zauberei im alten Haus. Illustriert v. Karlheinz Groß, Union, Stuttgart 1971.
- Elaine Horseman: Zauberreise in die Steinzeit. Illustriert v. Karlheinz Groß, Union, Stuttgart 1973.
- Roald Dahl: Hexen hexen. Illustriert v. Amelie Glienke, Wunderlich, Reinbek 1986, ISBN 978-3-8052-0405-7.
- Lewis Carroll: Alice im Wunderland. Illustriert v. Dieter Wiesmüller, cbj, München 2006, ISBN 978-3-570-13256-2.
- Richard Carpenter: Catweazle, der große Zauberer. Sonderausgabe erschienen beim Ravensburger Verlag 1973 und 1974, ISBN 978-3-473-36988-1.